# Pula (Istria)
Pola ([pǔːla]ⓘ en esloveno: Pulj, en italiano: Pola) es una ciudad localizada al noroeste de Croacia. Es de la ciudad más poblada de la península de Istria. De clima templado, la ciudad tiene tradición en el turismo, producción de vino, derivados de la pesca y construcción naval.

## Toponimia
El nombre Pola viene empleado en el español a lo largo de los siglos. Así por ejemplo Jayme Rebullosa de Gerona le llama Pola en su libro de 1748, el periódico madrileño La Tribuna en 1915 también le llama Pola, al igual que el periódico barcelonés La Vanguardia en 2000, y la Seguridad Social (España) en 2015.

## Historia
Según Estrabón, Pola demarcaba el límite oriental de Italia. Fue fundada Pola unos 200 años antes de Cristo como colonia militar romana, en la misma época que Aquileia y que Trieste, para contener a los bárbaros; asolada Pola por Octaviano en 39 a. C., se ordenó su reconstrucción seis años más tarde y se le bautizó Pietas Iulia. El aceite de oliva istriano, de primera calidad, y producido, entre otros, en latifundios de la mujer de Octaviano, Julia Augusta, era comercializado vía Aquileia, donde arribaba desde Pola.
Venerius, el primer obispo de Pola, falleció alrededor de 520. El esfuerzo de Belisario por recuperar la Italia caída a los bárbaros, en 544  d. C. se vio frustrado cuando, durante parada técnica en Pola, los espías de Totila determinaron que el ejército imperial era modesto.
En la Edad Media, Dante Alighieri escribió sobre Pola:

Pola, presso del Quarnero, Che Italia chiude e i suoi termini bagna

 refiriéndose a la ubicación limítrofe de Pola en la Italia de su época en el golfo de Carnaro.
Formó Pola parte del Imperio austrohúngaro y del Reino de Italia. Ha sido también el centro administrativo de Istria desde la Antigua Roma, salvo entre 1816 y 1846, cuando la capital de Istria, en ésa época parte del Reino de Iliria, se desplazó a Roviño.
Pola era la principal base naval de la Armada austrohúngara; de Pola partió la escuadra del contraalmirante Tegetthoff que derrotó a la italiana en la Batalla de Lissa (1866).  La Sección de la Marina imperial y real (alemán: k.k. Marinesektion) mantenía un buró hidrográfico en Pola, con seismómetro.  Entre 1904 y 1905, James Joyce enseñó inglés en Pola, donde la mayoría de sus estudiantes eran oficiales de la armada.
El káiser alemán visitó Pola en 1898.  A raíz de los disturbios de Innsbruck de 1904, hubo protestas en Pola, donde estudiantes  gritaron "fuori i barbari" a militares austríacos.  Al día siguiente de Alemania declarar la guerra a Francia, sus barcos SMS Goeben y SMS Breslau partieron de Pola a bombardear Argelia.  Durante la Gran Guerra, el almirante Anton Haus mantuvo a la flota adriática imperial encerrada en Pola, y sin actuar contra el enemigo; en cambio, los alemanes, tras haber cedido 
Goeben y Breslau a los turcos en 1914, crearon una nueva media escuadra en Pola más adelante en la guerra.
El submarino francés Curie (Q87) fue hundido por los austríacos en Pola el 20 de diciembre de 1914.  La armada italiana hundió en Pola el SMS Viribus Unitis, el último acorazado austríaco hundido durante la Gran Guerra, el 1 de noviembre de 1918.
Firmado el armisticio de Padua el 3 de noviembre de 1918, las tropas italianas entraban en la ciudad al día siguiente.
Después de la caída de la República Social Italiana, el regimiento londinense escocés ocupó Pola en mayo de 1945 para detener las ambiciones expansionistas de Josip Broz Tito, quien desde fines de abril amenazó con ocupar Pola. Truman había escrito a Churchill que Alexander debía tomar posesión de Pola.  En 1947 el Tratado de París, supuso su cesión a la República Federativa Socialista de Yugoslavia, produciéndose el éxodo masivo de la población italiana.

## Geografía
Cuenta Pola con un excelente puerto natural.

## Arquitectura
La iglesia de Santa María Formosa de Pola cuenta con molduras decoradas en estuco del período romano tardoantiguo.  Decoraciones de Pola de época romana conformadas por un tejido de círculos entrelazados se han encontrado también en Salona, Parenzo, Rávena, en España y en el norte de África. Contaba Pola antes de la Gran Guerra con un anfiteatro romano en buen estado.

## Demografía
Hasta principios del s. xx, la mayoría de la población de Pola era étnicamente italiana según las estadísticas de la época.  Su población asciende a los 59 080 habitantes (2005), que son croatas en su mayoría, y constituyen el 71.65 % de la población (censo de 2001).

## Ciudades hermanadas
Pula está hermanada con las siguientes ciudades:
- Tréveris (Alemania, desde 1970)
- Graz (Austria, desde 1972)
- Imola (Italia, desde 1972)
- Čabar (Croacia, desde 1974)
- Kranj (Eslovenia, desde 1974)
- Varaždin (Croacia, desde 1979)
- Verona (Italia, desde 1982)
- Novorosíisk (Rusia, desde 1999)
- Hekinan (Japón, desde 2007)
- Villefranche-de-Rouergue (Francia, desde 2007)
- Sarajevo (Bosnia-Herzegovina, desde 2008)

## Pola en la literatura
Dante incluyó a Pola en su Divina comedia.

## Galería

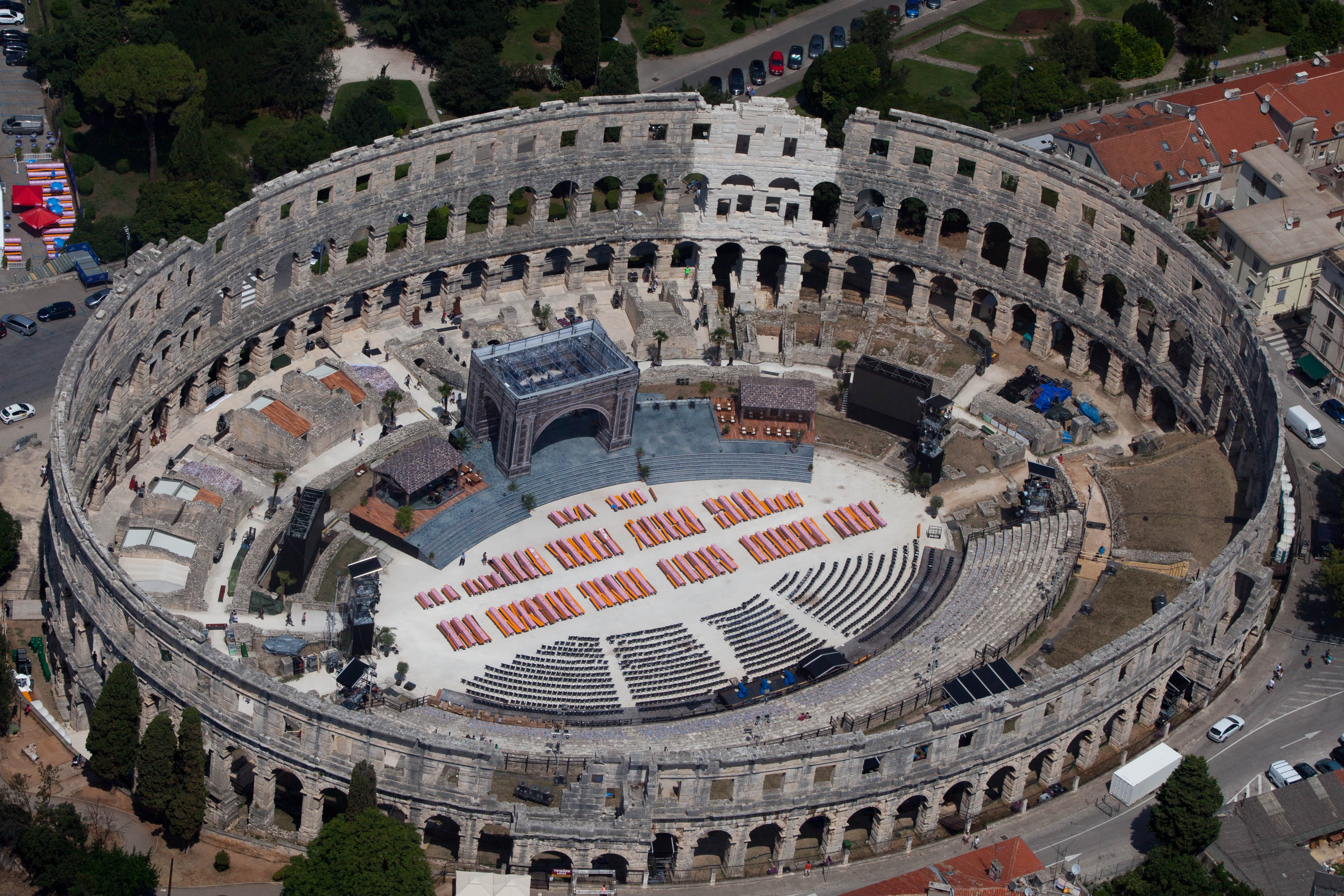
Anfiteatro de Pula
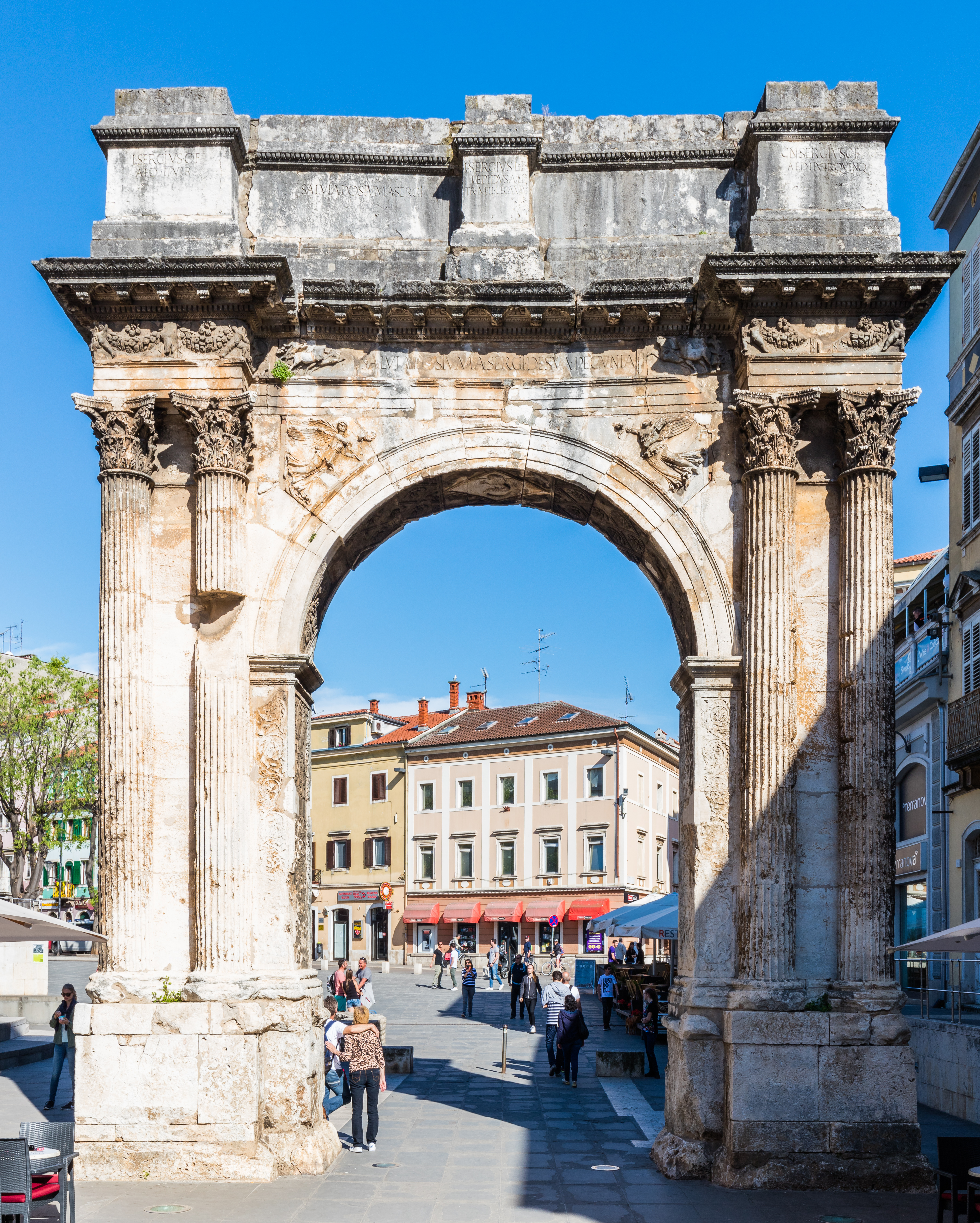
Arco de los Sergios
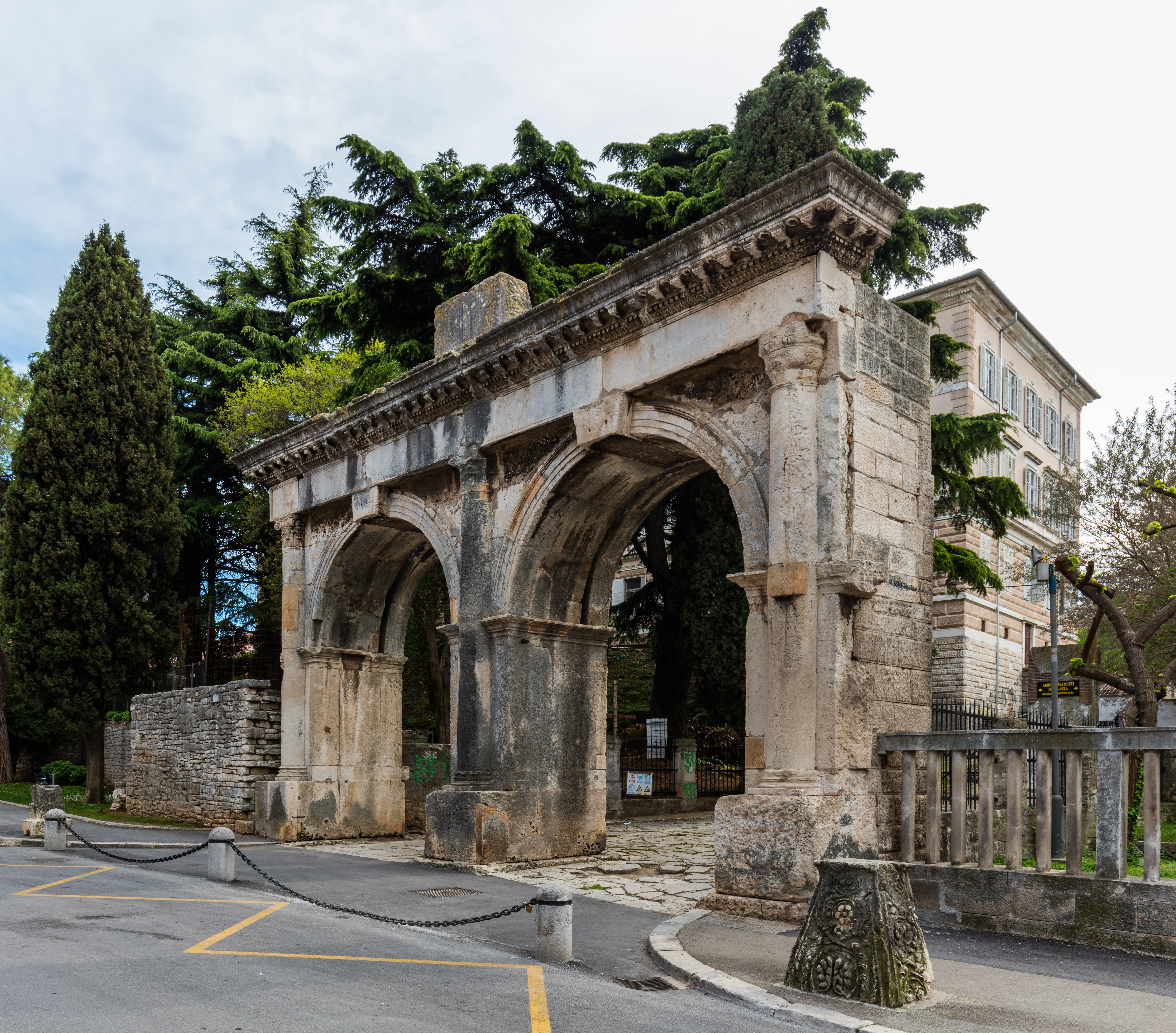
Porta Gemina
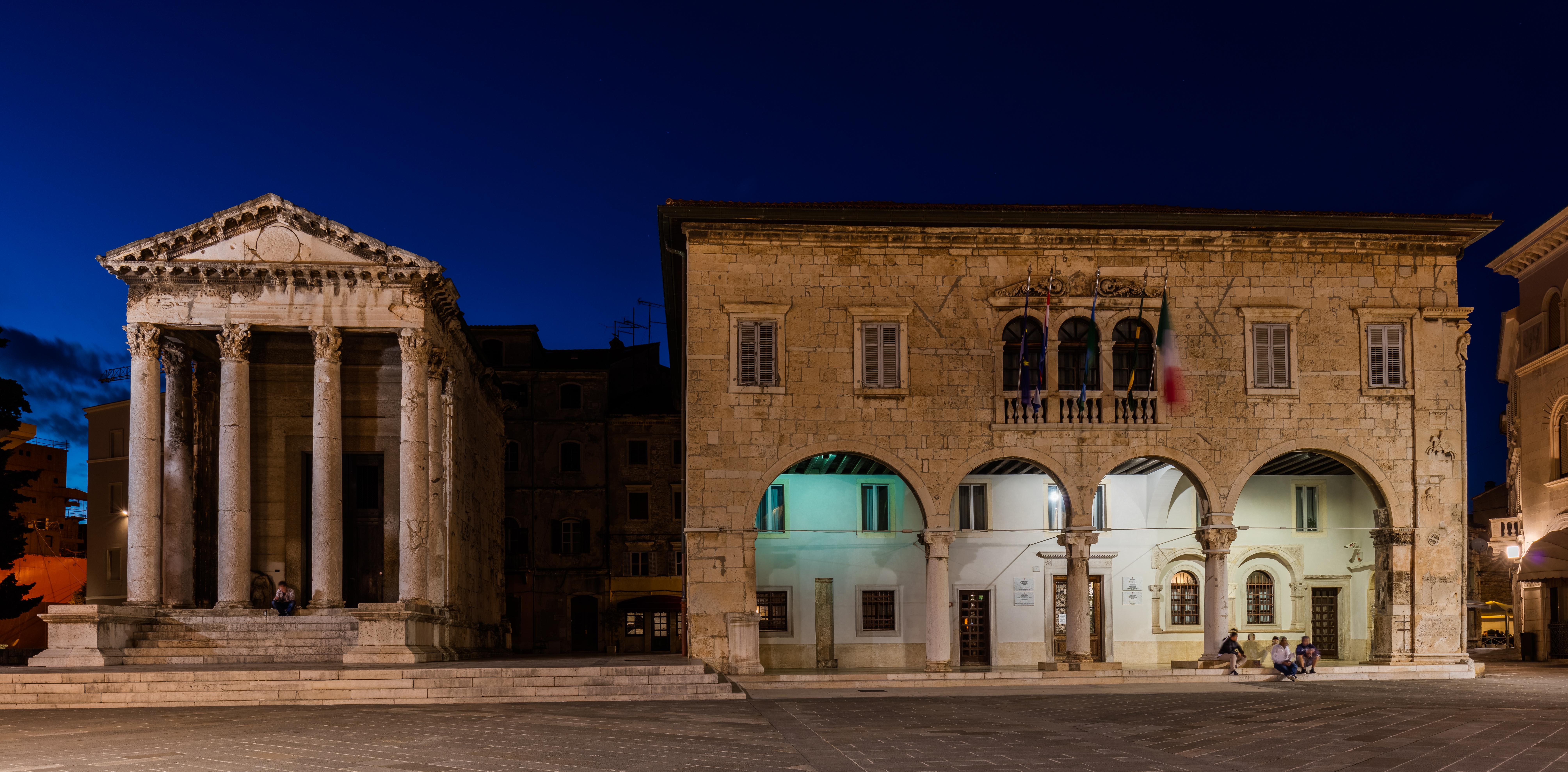
Templo de Augusto y ayuntamiento
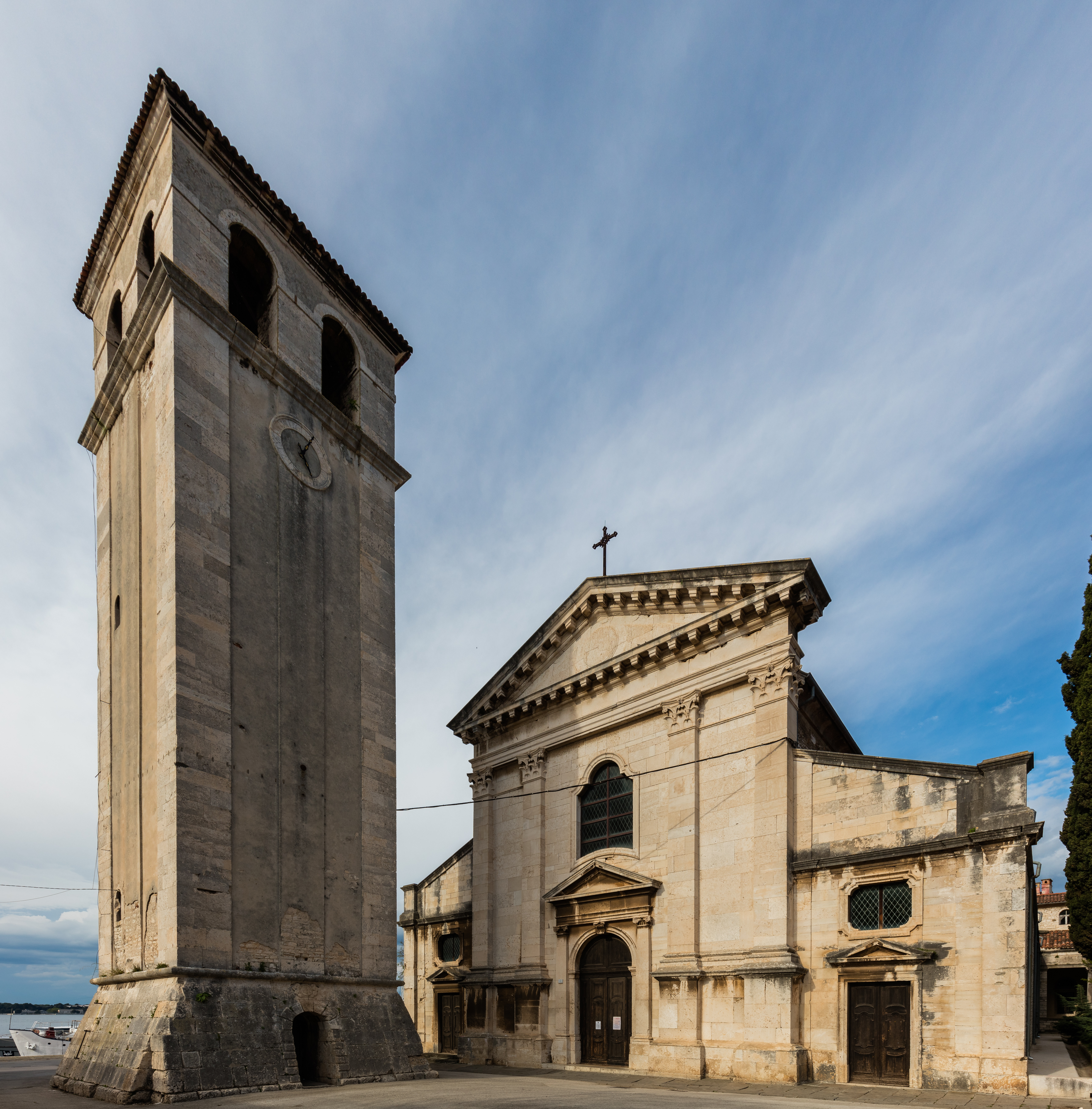
Catedral de Pula
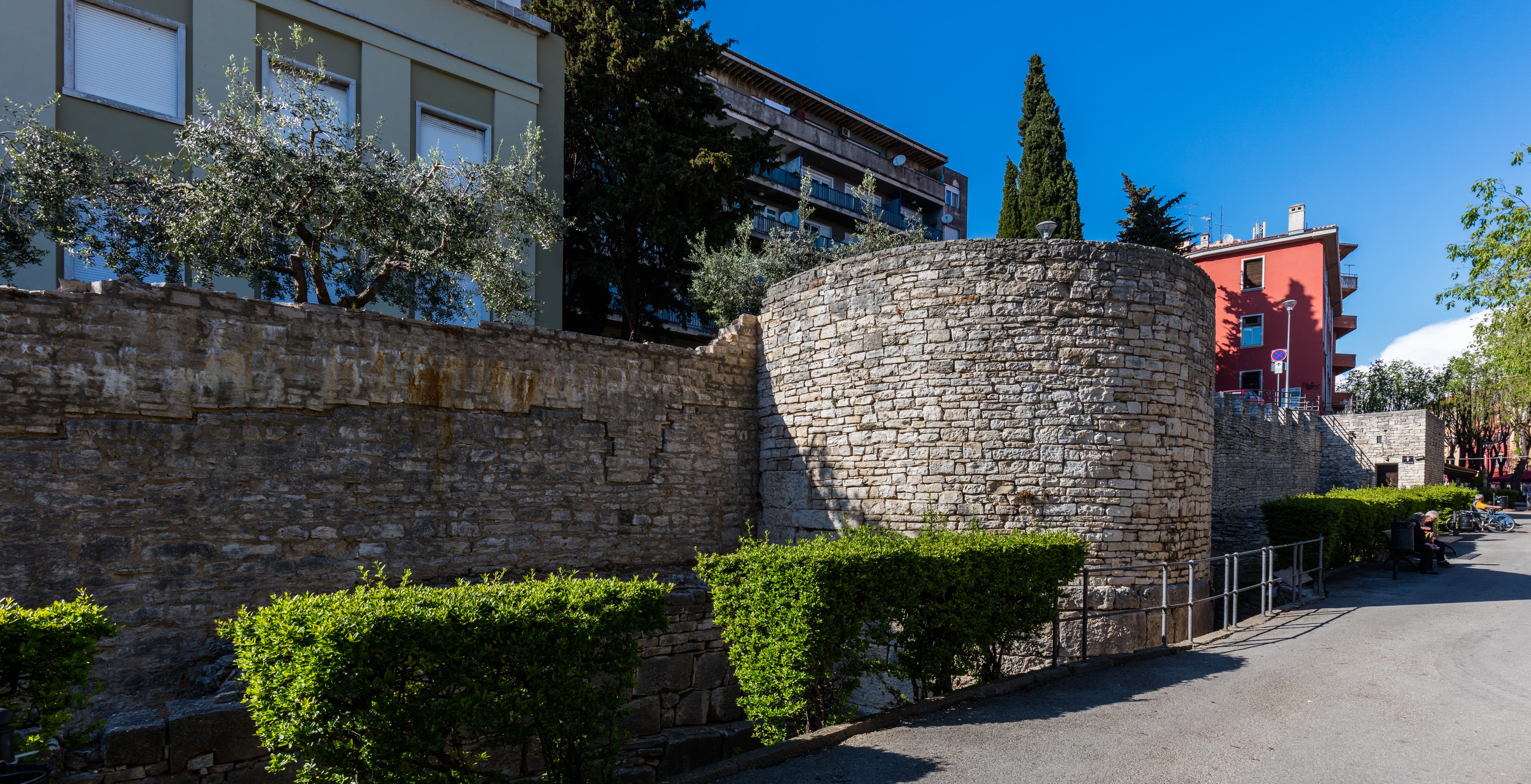
Muralla
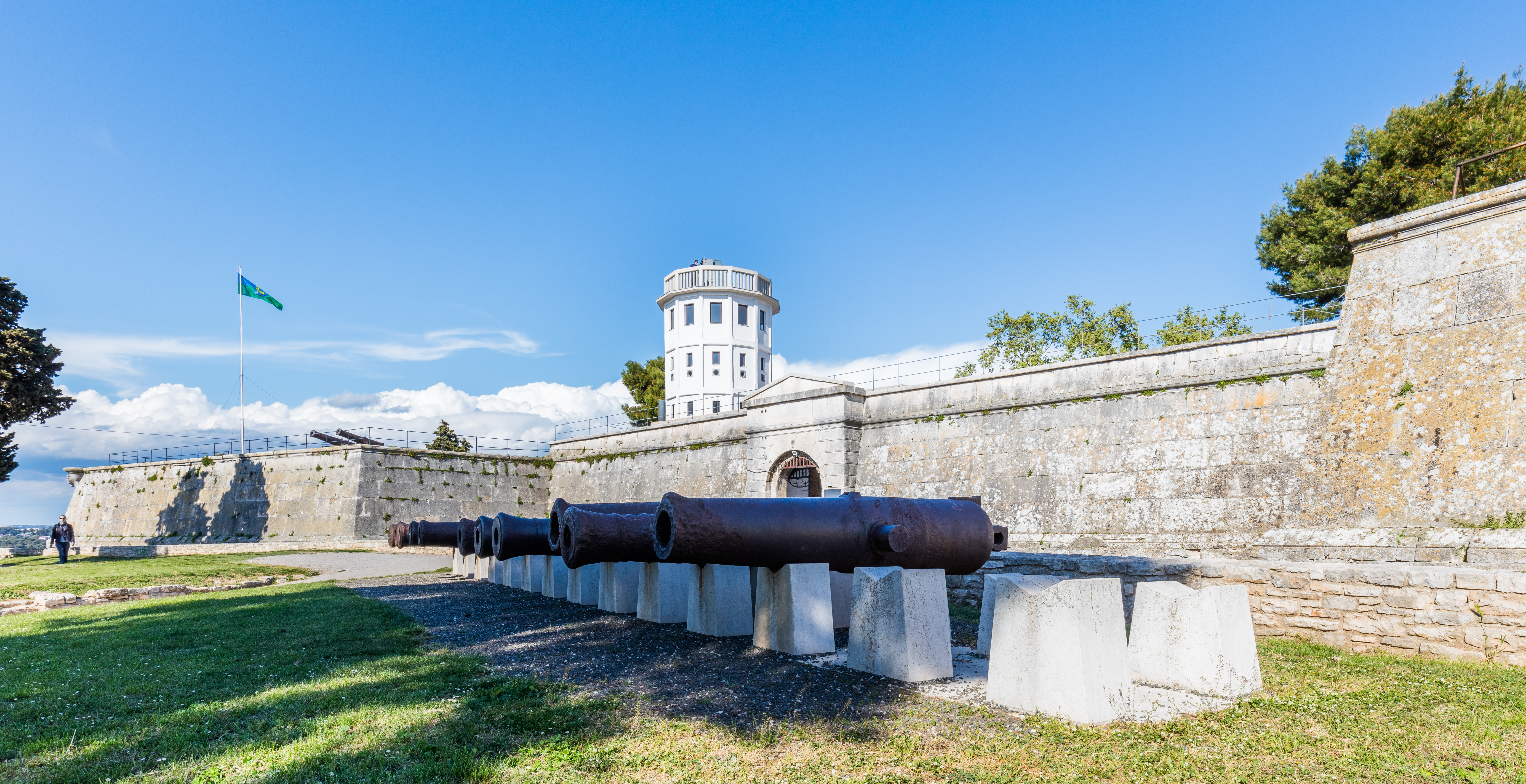
Fuerte Kaštel